# Världsmästerskapen i kortbanesimning 2022
Världsmästerskapen i kortbanesimning 2022 avgjordes mellan den 13 och 18 december 2022 i Melbourne i Australien. Det var den 16:e upplagan av världsmästerskapen i kortbanesimning.
Mästerskapet var ursprungligen planerad att arrangeras mellan den 17 och 22 december 2022 i Kazan i Ryssland, men flyttades efter Rysslands invasion av Ukraina 2022. Simmare från Ryssland och Belarus var inte heller tillåtna i tävlingen.

## Medaljörer

### Damer
| Gren                        | Guld | Guld                | Silver | Silver         | Brons | Brons        |
| 50 m frisim Detaljer...     | Emma McKeon Australien | 23,04 0MR0, 0AR0    | Katarzyna Wasick Polen | 23,55          | Anna Hopkin Storbritannien | 23,68        |
| 100 m frisim Detaljer...    | Emma McKeon Australien | 50,77 0MR0          | Siobhan Haughey Hongkong | 50,87          | Marrit Steenbergen Nederländerna | 51,25        |
| 200 m frisim Detaljer...    | Siobhan Haughey Hongkong | 1.51,65             | Rebecca Smith Kanada | 1.52,24        | Marrit Steenbergen Nederländerna | 1.52,28      |
| 400 m frisim Detaljer...    | Lani Pallister Australien | 3.55,04             | Erika Fairweather Nya Zeeland | 3.56,00        | Leah Smith USA | 3.59,78      |
| 800 m frisim Detaljer...    | Lani Pallister Australien | 8.04,07 0NR0        | Erika Fairweather Nya Zeeland | 8.10,41        | Miyu Namba Japan | 8.12,98 0NR0 |
| 1 500 m frisim Detaljer...  | Lani Pallister Australien | 15.21,43 0MR0, 0AR0 | Miyu Namba Japan | 15.46,76       | Kensey McMahon USA | 15.49,15     |
|                             | |                     | |                | |              |
| 50 m ryggsim Detaljer...    | Maggie Mac Neil Kanada | 25,25 0VR0          | Claire Curzan USA | 25,54          | Mollie O'Callaghan Australien | 25,61 0AR0   |
| 100 m ryggsim Detaljer...   | Kaylee McKeown Australien | 55,49               | Mollie O'Callaghan Australien | 55,62          | Claire Curzan USAIngrid Wilm Kanada | 55,74        |
| 200 m ryggsim Detaljer...   | Kaylee McKeown Australien | 1.59,26             | Claire Curzan USA | 2.00,53        | Kylie Masse Kanada | 2.01,26 0NR0 |
|                             | |                     | |                | |              |
| 50 m bröstsim Detaljer...   | Rūta Meilutytė Litauen | 28,50               | Lara van Niekerk Sydafrika | 29,09 0AR0     | Lilly King USA | 29,11        |
| 100 m bröstsim Detaljer...  | Lilly King USA | 1.02,67             | Tes Schouten Nederländerna | 1.03,90 0NR0   | Anna Elendt Tyskland | 1.04,05 0NR0 |
| 200 m bröstsim Detaljer...  | Kate Douglass USA | 2.15,77 0MR0        | Lilly King USA | 2.17,13        | Tes Schouten Nederländerna | 2.18,19 0NR0 |
|                             | |                     | |                | |              |
| 50 m fjärilsim Detaljer...  | Torri Huske USAMaggie Mac Neil Kanada | 24,64 0NR0          | Ingen medaljör | Ingen medaljör | Zhang Yufei Kina | 24,71 0=AR0  |
| 100 m fjärilsim Detaljer... | Maggie Mac Neil Kanada | 54,05 0VR0          | Torri Huske USA | 54,75          | Louise Hansson Sverige | 54,87        |
| 200 m fjärilsim Detaljer... | Dakota Luther USA | 2.03,37             | Hali Flickinger USA | 2.03,78        | Elizabeth Dekkers Australien | 2.03,94      |
|                             | |                     | |                | |              |
| 100 m medley Detaljer...    | Marrit Steenbergen Nederländerna | 57,53 0NR0          | Beryl Gastaldello Frankrike | 57,63          | Louise Hansson Sverige | 57,68        |
| 200 m medley Detaljer...    | Kate Douglass USA | 2.02,12 0AR0        | Alex Walsh USA | 2.03,37        | Kaylee McKeown Australien | 2.03,57 0AR0 |
| 400 m medley Detaljer...    | Hali Flickinger USA | 4.26,51             | Sara Franceschi Italien | 4.28,58        | Waka Kobori Japan | 4.29,03      |
|                             | |                     | |                | |              |
| 4×50 m frisim Detaljer...   | USA Torri Huske (24,08) Claire Curzan (23,30) Erika Brown (23,74) Kate Douglass (22,77) Erin Gemmell[a] Natalie Hinds[a] Alex Walsh[a]                               | 1.33,89 0MR0, 0AR0  | Australien Meg Harris (23,98) Madison Wilson (23,51) Mollie O'Callaghan (24,01) Emma McKeon (22,73) Alexandria Perkins[a] Brittany Castelluzzo[a]              | 1.34,23 0AR0   | Nederländerna Kim Busch (24,20) Maaike de Waard (23,47) Kira Toussaint (24,01) Valerie van Roon (23,68) Tessa Vermeulen[a]                                         | 1.35,36      |
| 4×100 m frisim Detaljer...  | Australien Mollie O'Callaghan (52,19) Madison Wilson (51,28) Meg Harris (52,00) Emma McKeon (49,96) Leah Neale[a]                                                    | 3.25,43 0VR0        | USA Torri Huske (51,73) Kate Douglass (51,17) Claire Curzan (51,59) Erika Brown (51,80) Erin Gemmell[a] Natalie Hinds[a]                                       | 3.26,29 0AR0   | Kanada Rebecca Smith (52,68) Taylor Ruck (51,49) Maggie Mac Neil (51,11) Katerine Savard (52,78) Mary-Sophie Harvey[a]                                             | 3.28,06 0NR0 |
| 4×200 m frisim Detaljer...  | Australien Madison Wilson (1.53,13) Mollie O'Callaghan (1.52,83) Leah Neale (1.52,67) Lani Pallister (1.52,24) Meg Harris[a] Brittany Castelluzzo[a] Laura Taylor[a] | 7.30,87 0VR0        | Kanada Rebecca Smith (1.52,15) Katerine Savard (1.54,78) Mary-Sophie Harvey (1.54,81) Taylor Ruck (1.52,73) Sydney Pickrem[a] Kelsey Wog[a]                    | 7.34,47        | USA Alex Walsh (1.53,90) Hali Flickinger (1.53,48) Erin Gemmell (1.52,23) Leah Smith (1.55,09) Erika Brown[a] Jillian Cox[a]                                       | 7.34,70 0NR0 |
| 4×50 m medley Detaljer...   | Australien Mollie O'Callaghan (25,49) Chelsea Hodges (29,11) Emma McKeon (24,43) Madison Wilson (23,32) Kaylee McKeown[a] Jenna Strauch[a]                           | 1.42,35 0VR0        | USA Claire Curzan (25,75) Lilly King (29,00) Torri Huske (24,94) Kate Douglass (22,72) Alex Walsh[a] Annie Lazor[a] Erika Brown[a] Natalie Hinds[a]            | 1.42,41        | Sverige Louise Hansson (25,86) Klara Thormalm (29,34) Sara Junevik (24,06) Michelle Coleman (23,17) Hanna Rosvall[a] Sofia Åstedt[a]                               | 1.42,43      |
| 4×100 m medley Detaljer...  | USA Claire Curzan (56,47) Lilly King (1.02,88) Torri Huske (54,53) Kate Douglass (50,47) Alex Walsh[a] Erika Brown[a]                                                | 3.44,35 0VR0        | Australien Kaylee McKeown (55,74) Jenna Strauch (1.04,49) Emma McKeon (53,93) Meg Harris (50,76) Mollie O'Callaghan[a] Chelsea Hodges[a] Alexandria Perkins[a] | 3.44,92 0AR0   | Kanada Ingrid Wilm (55,36) Sydney Pickrem (1.04,42) Maggie Mac Neil (54,59) Taylor Ruck (51,85) Kylie Masse[a] Rachel Nicol[a] Katerine Savard[a] Rebecca Smith[a] | 3.46,22 0NR0 |

a  Simmade endast försöken men mottog medalj.

### Herrar
| Gren                        | Guld | Guld               | Silver | Silver         | Brons | Brons        |
| 50 m frisim Detaljer...     | Jordan Crooks Caymanöarna | 20,46              | Ben Proud Storbritannien | 20,49          | Dylan Carter Trinidad och Tobago | 20,72        |
| 100 m frisim Detaljer...    | Kyle Chalmers Australien | 45,16 0MR0         | Maxime Grousset Frankrike | 45,41          | Alessandro Miressi Italien | 45,57 0=NR0  |
| 200 m frisim Detaljer...    | Hwang Sun-woo Sydkorea | 1.39,72 0MR0, 0AR0 | David Popovici Rumänien | 1.40,79 0NR0   | Tom Dean Storbritannien | 1.40,86      |
| 400 m frisim Detaljer...    | Kieran Smith USA | 3.34,38 0AR0       | Thomas Neill Australien | 3.35,05        | Danas Rapšys Litauen | 3.36,26      |
| 800 m frisim Detaljer...    | Gregorio Paltrinieri Italien | 7.29,99 0MR0       | Henrik Christiansen Norge | 7.31,48        | Logan Fontaine Frankrike | 7.33,12      |
| 1 500 m frisim Detaljer...  | Gregorio Paltrinieri Italien | 14.16,88           | Damien Joly Frankrike | 14.19,62 0NR0  | Henrik Christiansen Norge | 14.24,08     |
|                             | |                    | |                | |              |
| 50 m ryggsim Detaljer...    | Ryan Murphy USA | 22,64              | Isaac Cooper Australien | 22,73          | Kacper Stokowski Polen | 22,74        |
| 100 m ryggsim Detaljer...   | Ryan Murphy USA | 48,50 0MR0         | Lorenzo Mora Italien | 49,04 0NR0     | Isaac Cooper Australien | 49,52        |
| 200 m ryggsim Detaljer...   | Ryan Murphy USA | 1.47,41            | Shaine Casas USA | 1.48,01        | Lorenzo Mora Italien | 1.48,45 0NR0 |
|                             | |                    | |                | |              |
| 50 m bröstsim Detaljer...   | Nic Fink USA | 25,38 0MR0, 0AR0   | Nicolò Martinenghi Italien | 25,42          | Simone Cerasuolo Italien | 25,68        |
| 100 m bröstsim Detaljer...  | Nic Fink USA | 55,88              | Nicolò Martinenghi Italien | 56,07          | Adam Peaty Storbritannien | 56,25        |
| 200 m bröstsim Detaljer...  | Daiya Seto Japan | 2.00,35 0AR0       | Nic Fink USA | 2.01,60 0AR0   | Qin Haiyang Kina | 2.02,22      |
|                             | |                    | |                | |              |
| 50 m fjärilsim Detaljer...  | Nicholas Santos Brasilien | 21,78 0MR0         | Noè Ponti Schweiz | 21,96 0NR0     | Szebasztián Szabó Ungern | 21,98        |
| 100 m fjärilsim Detaljer... | Chad le Clos Sydafrika | 48,59              | Ilya Kharun Kanada | 49,03          | Marius Kusch Tyskland | 49,12        |
| 200 m fjärilsim Detaljer... | Chad le Clos Sydafrika | 1.48,27 0AR0       | Daiya Seto Japan | 1.49,22        | Noè Ponti Schweiz | 1.49,42 0NR0 |
|                             | |                    | |                | |              |
| 100 m medley Detaljer...    | Thomas Ceccon Italien | 50,97              | Javier Acevedo Kanada | 51,05 0NR0     | Finlay Knox Kanada | 51,10        |
| 200 m medley Detaljer...    | Matthew Sates Sydafrika | 1.50,15 0AR0       | Carson Foster USA | 1.50,96        | Finlay Knox Kanada | 1.51,04 0NR0 |
| 400 m medley Detaljer...    | Daiya Seto Japan | 3.55,75            | Carson Foster USA | 3.57,63        | Matthew Sates Sydafrika | 3.59,21      |
|                             | |                    | |                | |              |
| 4×50 m frisim Detaljer...   | Australien Isaac Cooper (21,25) Matthew Temple (20,75) Flynn Southam (21,10) Kyle Chalmers (20,34) Grayson Bell[b] | 1.23,44 0AR0       | Italien Alessandro Miressi (21,22) Leonardo Deplano (20,59) Thomas Ceccon (20,67) Manuel Frigo (21,00) Paolo Conte Bonin[b]                                | 1.23,48        | Nederländerna Kenzo Simons (21,24) Nyls Korstanje (20,84) Stan Pijnenburg (20,95) Thom de Boer (20,72)                                                                                  | 1.23,75      |
| 4×100 m frisim Detaljer...  | Italien Alessandro Miressi (46,15) Paolo Conte Bonin (45,93) Leonardo Deplano (45,54) Thomas Ceccon (45,13) Manuel Frigo[b] | 3.02,75 0VR0       | Australien Flynn Southam (47,04) Matthew Temple (46,06) Thomas Neill (46,55) Kyle Chalmers (44,98) Shaun Champion[b]                                       | 3.04,63 0AR0   | USA Drew Kibler (46,84) Shaine Casas (45,90) Carson Foster (46,58) Kieran Smith (45,77) David Curtiss[b] Trenton Julian[b]                                                              | 3.05,09      |
| 4×200 m frisim Detaljer...  | USA Kieran Smith (1.41,04) Carson Foster (1.40,48) Trenton Julian (1.41,44) Drew Kibler (1.41,16) Jake Magahey[b] Jake Foster[b] | 6.44,12 0VR0       | Australien Thomas Neill (1.41,50) Kyle Chalmers (1.40,35) Flynn Southam (1.41,50) Mack Horton (1.43,19) Clyde Lewis[b] Stuart Swinburn[b] Brendon Smith[b] | 6.46,54 0AR0   | Italien Matteo Ciampi (1.42,68) Thomas Ceccon (1.42,61) Alberto Razzetti (1.42,76) Paolo Conte Bonin (1.41,58) Manuel Frigo[b]                                                          | 6.49,63 0NR0 |
| 4×50 m medley Detaljer...   | Italien Lorenzo Mora (22,65) Nicolò Martinenghi (24,95) Matteo Rivolta (21,60) Leonardo Deplano (20,52) Simone Cerasuolo[b] Thomas Ceccon[b] Alessandro Miressi[b]                                                                           | 1.29,72 0VR0       | USA Ryan Murphy (22,61) Nic Fink (25,24) Shaine Casas (22,13) Michael Andrew (20,39) Hunter Armstrong[b] Trenton Julian[b] Kieran Smith[b]                 | 1.30,37 0AR0   | Australien Isaac Cooper (22,66) Grayson Bell (25,92) Matthew Temple (21,75) Kyle Chalmers (20,48) Shaun Champion[b] Flynn Southam[b]                                                    | 1.30,81 0AR0 |
| 4×100 m medley Detaljer...  | Australien Isaac Cooper (49,46) Joshua Yong (56,55) Matthew Temple (48,34) Kyle Chalmers (44,63) Shaun Champion[b] USA Ryan Murphy (48,96) Nic Fink (54,88) Trenton Julian (49,19) Kieran Smith (45,95) Hunter Armstrong[b] Carson Foster[b] | 3.18,98 0VR0       | Ingen medaljör | Ingen medaljör | Italien Lorenzo Mora (49,48) Nicolò Martinenghi (55,52) Matteo Rivolta (48,50) Alessandro Miressi (45,56) Thomas Ceccon[b] Simone Cerasuolo[b] Alberto Razzetti[b] Paolo Conte Bonin[b] | 3.19,06 0AR0 |

b  Simmade endast försöken men mottog medalj.

### Mixat
| Gren                      | Guld | Guld         | Silver | Silver       | Brons | Brons   |
| 4×50 m frisim Detaljer... | Frankrike Maxime Grousset (20,92) Florent Manaudou (20,26) Béryl Gastaldello (23,00) Mélanie Henique (23,15) Mary-Ambre Moluh[c]   | 1.27,33 0VR0 | Australien Kyle Chalmers (20,97) Matthew Temple (20,71) Meg Harris (23,73) Emma McKeon (22,62) Flynn Southam[c] Madison Wilson[c] | 1.28,03 0AR0 | Nederländerna Kenzo Simons (21,14) Thom de Boer (20,61) Maaike de Waard (23,35) Marrit Steenbergen (23,43) Stan Pijnenburg[c] Nyls Korstanje[c] | 1.28,53 |
| 4×50 m medley Detaljer... | USA Ryan Murphy (22,37) Nic Fink (24,96) Kate Douglass (24,09) Torri Huske (23,73) Shaine Casas[c] Michael Andrew[c] Alex Walsh[c] | 1.35,15 0VR0 | Italien Lorenzo Mora (22,59) Nicolo Martinenghi (22,83) Silvia di Pietro (24,52) Costanza Cocconcelli (24,07) Simone Cerasuolo[c] | 1.36,01 0AR0 | Kanada Kylie Masse (25,71) Javier Acevedo (25,95) Ilya Kharun (22,12) Maggie Mac Neil (23,15) Ingrid Wilm[c] Rebecca Smith[c]                   | 1.36,93 |

c  Simmade endast försöken men mottog medalj.

## Medaljtabell
*   Värdland ( Australien)
| Nr                   | Nation               | Guld | Silver | Brons | Totalt |
| -------------------- | -------------------- | ---- | ------ | ----- | ------ |
| 1                    | USA                  | 17   | 13     | 6     | 36     |
| 2                    | Australien*          | 13   | 8      | 5     | 26     |
| 3                    | Italien              | 5    | 6      | 5     | 16     |
| 4                    | Kanada               | 3    | 4      | 7     | 14     |
| 5                    | Sydafrika            | 3    | 1      | 1     | 5      |
| 6                    | Japan                | 2    | 2      | 2     | 6      |
| 7                    | Frankrike            | 1    | 3      | 1     | 5      |
| 8                    | Nederländerna        | 1    | 1      | 6     | 8      |
| 9                    | Hongkong             | 1    | 1      | 0     | 2      |
| 10                   | Litauen              | 1    | 0      | 1     | 2      |
| 11                   | Brasilien            | 1    | 0      | 0     | 1      |
| 11                   | Caymanöarna          | 1    | 0      | 0     | 1      |
| 11                   | Sydkorea             | 1    | 0      | 0     | 1      |
| 14                   | Nya Zeeland          | 0    | 2      | 0     | 2      |
| 15                   | Storbritannien       | 0    | 1      | 3     | 4      |
| 16                   | Norge                | 0    | 1      | 1     | 2      |
| 16                   | Polen                | 0    | 1      | 1     | 2      |
| 16                   | Schweiz              | 0    | 1      | 1     | 2      |
| 19                   | Rumänien             | 0    | 1      | 0     | 1      |
| 20                   | Sverige              | 0    | 0      | 3     | 3      |
| 21                   | Kina                 | 0    | 0      | 2     | 2      |
| 21                   | Tyskland             | 0    | 0      | 2     | 2      |
| 23                   | Trinidad och Tobago  | 0    | 0      | 1     | 1      |
| 23                   | Ungern               | 0    | 0      | 1     | 1      |
| Totalt (24 nationer) | Totalt (24 nationer) | 50   | 46     | 49    | 145    |